# Huarong Chengguanzhen (häradshuvudort i Kina, Hunan Sheng, lat 29,52, long 112,55)
Huarong Chengguanzhen (kinesiska: 华容城关镇, 华容县) är en häradshuvudort i Kina. Den ligger i provinsen Hunan, i den södra delen av landet, omkring 150 kilometer norr om provinshuvudstaden Changsha. Antalet invånare är 708 898. Befolkningen består av 345 448 kvinnor och 363 450 män. Barn under 15 år utgör 13,0 %, vuxna 15-64 år 76 %, och äldre över 65 år 10,0 %.
Runt Huarong Chengguanzhen är det tätbefolkat, med 459 invånare per kvadratkilometer. Huarong Chengguanzhen är det största samhället i trakten. Trakten runt Huarong Chengguanzhen består till största delen av jordbruksmark.
Genomsnittlig årsnederbörd är 1 739 millimeter. Den regnigaste månaden är maj, med i genomsnitt 294 mm nederbörd, och den torraste är december, med 38 mm nederbörd.